# Підболотне сільське поселення
Підболо́тне сільське поселення (рос. Подболотное сельское поселение) — сільське поселення у складі Бабушкінського району Вологодської області Росії.
Адміністративний центр — присілок Кокшарка.

## Населення
Населення сільського поселення становить 1411 осіб (2019; 1763 у 2010, 2322 у 2002).

## Історія
Станом на 2002 рік існували Логдузька сільська рада (присілки Білокрутець, Єремино, Козлець, Крутець, Логдуз, Плешкіно) та Підболотна сільська рада (присілки Безгачиха, Білогор'є, Бучиха, Верхотур'є, Городищево, Дудкино, Забор'є, Ісаково, Кокшарка, Коршуніха, Ляменьга, Муравйово, Нефедово, Ніколаєво, Пендуз, Пестеріха, Підболотьє, Скоково, Сосновка, Суздаліха, Сумино, Суходолово, Третниця, Шипуново). 2006 року сільради були перетворені у сільські поселення.
1 червня 2015 року ліквідовано Логдузьке сільське поселення, його територія увійшла до складу Підболотного сільського поселення.
27 листопада 2020 року ліквідовано присілки Пестеріха, Третниця та Шипуново.

## Склад
До складу сільського поселення входять:
| Населений пункт       | Населення, осіб (2002) | Населення, осіб (2010) |
| --------------------- | ---------------------- | ---------------------- |
| Безгачиха, присілок   | 199                    | 169                    |
| Білогор'є, присілок   | 0                      | 0                      |
| Білокрутець, присілок | 26                     | 17                     |
| Бучиха, присілок      | 132                    | 111                    |
| Верхотур'є, присілок  | 42                     | 25                     |
| Городищево, присілок  | 75                     | 60                     |
| Дудкино, присілок     | 120                    | 92                     |
| Єремино, присілок     | 87                     | 55                     |
| Забор'є, присілок     | 102                    | 86                     |
| Ісаково, присілок     | 31                     | 20                     |
| Козлець, присілок     | 168                    | 117                    |
| Кокшарка, присілок    | 153                    | 127                    |
| Коршуніха, присілок   | 24                     | 8                      |
| Крутець, присілок     | 46                     | 27                     |
| Логдуз, присілок      | 284                    | 241                    |
| Ляменьга, присілок    | 65                     | 57                     |
| Муравйово, присілок   | 15                     | 6                      |
| Нефедово, присілок    | 2                      | 1                      |
| Ніколаєво, присілок   | 35                     | 30                     |
| Пендуз, присілок      | 0                      | 0                      |
| Пестеріха, присілок   | 0                      | 0                      |
| Підболотьє, присілок  | 196                    | 129                    |
| Плешкіно, присілок    | 126                    | 110                    |
| Скоково, присілок     | 149                    | 109                    |
| Сосновка, присілок    | 159                    | 109                    |
| Суздаліха, присілок   | 64                     | 54                     |
| Сумино, присілок      | 22                     | 3                      |
| Суходолово, присілок  | 0                      | 0                      |
| Третниця, присілок    | 0                      | 0                      |
| Шипуново, присілок    | 0                      | 0                      |